# Fenghua
Fenghua (chiń. 奉化; pinyin Fènghuà) – miasto na prawach powiatu we wschodnich Chinach, w prowincji Zhejiang, w aglomeracji Ningbo. W 1999 roku liczba mieszkańców miasta wynosiła 490 623. Ważny ośrodek handlu płodami rolnymi.
W 738 roku, za panowania dynastii Tang, utworzony został powiat Fenghua. W 1988 roku miejscowość otrzymała status miasta na prawach powiatu.
W 1887 roku na terenie ówczesnego powiatu Fenghua urodził się Czang Kaj-szek, wieloletni prezydent Republiki Chińskiej.